# Karine Gambier
Karine Gambier est une actrice pornographique française qui a tourné essentiellement entre 1975 et 1980. Elle est également créditée sous les noms de Karine Stephen, Brigette Lanning, Simone Sanson, Barbara Sellers, Barbara Stephen.

## Biographie
Blonde pulpeuse, elle est, avec Brigitte Lahaie et Cathy Stewart, l'une des actrices pornographiques les plus actives du cinéma pornographique français, de la seconde moitié des années 1970 au début des années 1980. 
Elle est révélée en 1976 par Shocking ! de Claude Mulot, un film inspiré par La Grande bouffe de Marco Ferreri, au scénario assez simpliste : « Quelques bourgeois apprenant que ce jour est le dernier avant l'anéantissement nucléaire de la Terre, passent leurs dernières heures ... ». 
La même année elle tient la vedette de Luxure que Max Pécas réalise en deux versions (softcore et hardcore).
Elle tourne à plusieurs reprises pour Claude Bernard-Aubert (alias Burd Tranbaree) dans des succès du X comme Sarabande porno, La Grande Mouille ou La Rabatteuse et travaille pour d'autres réalisateurs spécialisés comme Francis Leroi, Alain Payet ou Michel Barny. On la voit aussi dans plusieurs productions allemandes (Schulmädchen-Report 11, Josefine Mutzenbacher 2) ainsi que dans les pages de nombreux magazines à travers l'Europe (Mayfair, Pleasure, Frivool, Private, Supersex).  
Parallèlement à sa carrière pornographique, elle a tourné pour des productions érotiques soft. C'est ainsi qu'on la voit dans  Gefangene Frauen (1979) d'Erwin C. Dietrich et dans quatre films de Jess Franco : Deux sœurs vicieuses (1977),  Voodoo Passion (1977), Des femmes pour le bloc 9 (1977) et Cocktail spécial (1978).
Contrairement à Brigitte Lahaie, elle ne poursuit pas une carrière médiatisée après avoir arrêté le X, si l'on excepte une publicité pour le chocolat Kit Kat largement diffusée à la télévision française au début des années 1980. Selon Michel Barny, elle se serait retirée des plateaux de tournage après avoir fait un mariage avantageux.

## Filmographie
- 1976 : Porn's Girl de Guy Maria : Ginette
- 1976 : Désirs inavouables de Joséphine ou Josefine Mutzenbacher - Mein Leben für die Liebe ou Josefine Mutzenbacher - Wie sie wirklich war: 2 ou Vicieuses expertes de Gunter Otto : Steffi
- 1976 : Mes nuits avec Alice, Pénélope, Arnold, Maud et Richard de Claude Mulot : Karine, l'amie de Charlène (version soft)
- 1976 : La Comtesse Ixe ou Sueurs chaudes de Jean Rollin : la comtesse Ixe
- 1976 : Luxure de Max Pécas : Laure (version soft et hard)
- 1976 : Shocking ! de Claude Mulot : Patricia (avec Emmanuelle Parèze, Marie-Christine Chireix, Carole Gire)
- 1976 : Échanges de partenaires de Claude Mulot : Joëlle
- 1976 : Les Demoiselles de pensionnat de Jean-Claude Roy (version soft et hard)
- 1976 : Projections spéciales de Jean-Louis van Belle : Carole (sous le nom de Diana Love)
- 1977 : Les Hôtesses du sexe de Didier Philippe-Gérard : la deuxième hôtesse
- 1977 : Insomnies sous les tropiques de Claude Mulot
- 1977 : Délires porno de Didier Philippe-Gérard : l'héroine « Shaft »
- 1977 : Fais-moi tout ou Moi, je fais tout d'Henri Sala
- 1977 : Délectations de Jean Luret (film soft)
- 1977 : Schulmädchen-Report 11. Teil - Probieren geht über Studieren ou Jeux d'amour au collège d'Ernst Hofbauer : Regine Schmerholz (film soft)
- 1977 : Mains douces et lèvres chaudes d'Henri Sala : Juliette
- 1977 : Prouesses Porno ou Hommes de joie pour femmes en chaleur de Claude Bernard-Aubert
- 1977 : Vicieuses et insatisfaites d'Henri Zaphiratos
- 1977 : La Grande Baise ou Sexual Circles de Claude Mulot : Dolly
- 1977 : Cailles sur canapé de Serge Korber : Suzie, une secrétaire
- 1977 : J'ai très envie de Michel Caputo
- 1977 : Sarabande porno ou Esclaves sexuelles sur catalogue de Claude Bernard-Aubert
- 1977 : Bangkok Porno ou Bangkok Connection ou La pornographie thaïlandaise d'Alain Payet
- 1977 : Deux sœurs vicieuses ou Ton diable dans mon enfer ou Die Teuflischen Schwestern de Jess Franco : Millie  (film soft)
- 1977 : Le cri d'amour d'un déesse blonde ou Der Ruf der blonden Göttin ou Voodoo Passion de Jess Franco : Olga (film soft)
- 1977 : Pornotissimo de Serge Korber : la secrétaire
- 1978 : Porno Roulette
- 1978 : Massagesalon Elvira de Hans Billian : Judith
- 1978 : Baise-moi partout ou Attention, je vais jouir de José Benazeraf
- 1978 : Rentre c'est bon de Maxime Debest : Florence
- 1978 : Furia sexuelle de Jean Desvilles
- 1978 : La Rabatteuse de Claude Bernard-Aubert : Inge (sous le nom de Barbara Stephen)
- 1978 : La Servante perverse ou Lèche-moi partout de Francis Leroi  (sous le nom de Karine Stephen)
- 1978 : Les Chattes en feu de Jean Desvilles
- 1978 : Des femmes pour le bloc 9 ou Cellule 9 de Jess Franco : Karine (film soft)
- 1978 : Je suis à prendre de Francis Leroi : Maguy (sous le nom de Carine Stephen)
- 1978 : Étreintes de René Mazin
- 1978 : Veuves en chaleur de Claude Bernard-Aubert : Valérie
- 1978 : Cocktail spécial de Jess Franco : Sandra
- 1978 : La Grande Levrette de Claude Bernard-Aubert : Marie-Claude
- 1978 : Les Maîtresses (Je cris... je jouis)) de Claude Bernard-Aubert
- 1978 : Poupée la pipe d'Anne-Marie Tensi : Mme Anciot
- 1978 : Obsessions pornos d'Alain Payet
- 1978 : Perversions très intimes ou Prends-moi, je suis encore vierge de Michel Caputo
- 1978 : Lust Injeltion-Eine Spritze der Lust d'Andreas Katsimitsoulias
- 1979 : Queue de béton de Michel Caputo : la femme de ménage
- 1979 : Lycéennes perverses de Raphaël Delpard
- 1979 : Anna, cuisses entrouvertes de José Benazeraf
- 1979 : Scrabble partouzes ou Le rodéo du sexe d'Alain Payet
- 1979 : Parties chaudes ou les délices de l'adultère de Claude Bernard-Aubert : (sous le nom de Barbara Stephen)
- 1979 : Gamines à tout faire d'Alain Payet
- 1979 : Auto-stoppeuses en chaleur de Claude Bernard-Aubert (sous le nom de Karen Stephen)
- 1979 : Grimpe-moi vite ou Remplis-moi vite ou La vendeuse de Lazlo Renato : Martine Frojac
- 1979 : Orgies pour jouir d'Yves Prigent : l'amie de Joëlle
- 1979 : Rien que par derrière de Norbert Terry : Patricia (sous le nom de Karine Stephen)
- 1979 : La Grande Mouille ou Chattes mouillées ou Extases totales ou Parties de chasse en Sologne de Claude Bernard-Aubert : une chasseuse  (sous le nom de Karine Stephen)
- 1979 : Les Enfonceuses expertes ou Les aventures d'une petite fille perverse d'Alain Payet
- 1979 : Chloé, l'obsédée sexuelle de Michel Caputo
- 1979 : J'ai rien dessous ou Attention peinture fraîche de Gérard Grégory : la cliente du garage
- 1979 : Refais-le moi encore de Pierre B. Reinhard
- 1979 : Jouissances profondes de Michel Caputo
- 1979 : Les Suceuses de Claude Bernard-Aubert : une infirmière (sous le nom de Barbara Stephen)
- 1979 : Je te suce, tu me suces, il nous... de José Benazeraf
- 1979 : Petites filles très précoces ou Confidences d'une petite vicieuse de Michel Caputo
- 1979 : Les Pipeuses ou Collégiennes en délire de Charles Giny
- 1980 : Die Nichten der Frau Oberst ou Les bourgeoises de l'amour d'Erwin C. Dietrich : Frau Oberst (sous le nom de Simone Sanson, film soft)
- 1980 : L'infirmière n'a pas de culotte ou La clinique en délire de Francis Leroi (avec Danièle David, Diane Dubois, Céline Galone, Barbara Moose, Danièle Troeger)
- 1980 : Le Corps et le Fouet (Gefangene Frauen) d'Erwin C. Dietrich : Carla, la gardienne (sous le nom de Simone Sanson, film soft avec Brigitte Lahaie, France Lomay)
- 1980 : Cuisses ouvertes ou Initiation à l'échangisme de Jean-Claude Roy (sous le nom de Barbara Sellers)
- 1980 : Les Petites Écolières de Claude Mulot : une fille du bar (rôle soft, non crédité)
- 1980 : Femmes brûlantes ou Langues de petites chattes ou Langues de petites filles d'Alain Payet
- 1981 : Un Membre de fer d'Anne-Marie Tensi
- 1981 : Enquêtes ou Call Girls de luxe de Gérard Kikoïne : Karine
- 1981 : European Sex Vacation d'Andreas Katsimitsoulias